# 树鹧鸪属
树鹧鸪属（学名：Tropicoperdix）是鸡形目雉科下的一属。本属长期以来被认为是山鹧鸪属（Arborophila）的一个亚属，目前分类尚存在争议，依据多基因序列分析表明，本属至少有2个独立的物种，即绿脚树鹧鸪（T. chloropus）和栗胸树鹧鸪（T. charltonii）。